# Castel Boglione
Castel Boglione est une commune italienne de la province d'Asti, dans la région Piémont.

## Hameaux

### Communes limitrophes
Calamandrana, Castel Rocchero, Fontanile, Montabone, Nizza Monferrato, Rocchetta Palafea

## Administration
| Période  | Période  | Identité         | Étiquette                                       | Qualité |
| -------- | -------- | ---------------- | ----------------------------------------------- | ------- |
| mai 2019 | En cours | Gianfranco Bossi | liste civique "Castel Boglione per la comunità" |         |